# Брасак ле Мен
Брасак ле Мен (фр. Brassac-les-Mines) насеље је и општина у централној Француској у региону Оверња, у департману Пиј де Дом која припада префектури Исоар.
По подацима из 2011. године у општини је живело 3308 становника, а густина насељености је износила 459,44 становника/km². Општина се простире на површини од 7,20 km². Налази се на средњој надморској висини од 409 метара (максималној 533 m, а минималној 395 m).

## Демографија
| 1962. | 1968. | 1975. | 1982. | 1990. | 1999. | 2011. |
| ----- | ----- | ----- | ----- | ----- | ----- | ----- |
| 3.482 | 3.685 | 4.040 | 3.883 | 3.446 | 3.249 | 3.308 |

График промене броја становника у току последњих година